# Jewgienij Łukjanienko
Jewgienij Jurjewicz Łukjanienko (ros. Евгений Юрьевич Лукьяненко; ur. 23 stycznia 1985 w Sławiańsku nad Kubaniem) – rosyjski lekkoatleta specjalizujący się w skoku o tyczce.
Międzynarodowy debiut nie był dla niego udany – w 2007 podczas zawodów pucharu Europy w Monachium nie zaliczył żadnej wysokości. W tym samym sezonie uplasował się na szóstym miejscu podczas mistrzostw świata. Pierwszy duży sukces odniósł zimą 2008 zostając w Walencji halowym mistrzem globu. 1 lipca 2008 podczas Europejskiego Festiwalu Lekkoatletycznego Tamex Cup w Bydgoszczy pokonał poprzeczkę zawieszoną na wysokości 6,01 i stał się pierwszym w historii tyczkarzem, który w Polsce osiągnął wysokość sześciu metrów. Kilka tygodni później, przegrywając tylko z Steve'em Hookerem, zdobył srebrny medal igrzysk olimpijskich w Pekinie. Stawał na podium mistrzostw Rosji.
Rekordy życiowe: stadion – 6,01 (1 lipca 2008, Bydgoszcz); hala – 5,90 (9 marca 2008, Walencja).

## Osiągnięcia
| Rok  | Impreza                             | Miejsce   | Pozycja           | Wynik |
| ---- | ----------------------------------- | --------- | ----------------- | ----- |
| 2007 | Superliga pucharu Europy            | Monachium | –                 | NH    |
| 2007 | Mistrzostwa świata                  | Osaka     | 6. miejsce        | 5,81  |
| 2008 | Halowe mistrzostwa świata           | Walencja  | 1. miejsce        | 5,90  |
| 2008 | Igrzyska olimpijskie                | Pekin     | 2. miejsce        | 5,85  |
| 2008 | Światowy finał lekkoatletyczny IAAF | Stuttgart | 4. miejsce        | 5,60  |
| 2011 | Mistrzostwa świata                  | Daegu     | el. – 18. miejsce | 5,50  |
| 2012 | Igrzyska olimpijskie                | Londyn    | 5. miejsce        | 5,75  |